# Нирисарике, Саломон
Саломон Нирисарике (руанда Salomon Nirisarike; 23 марта 1993, Гисеньи, Руанда) — руандийский футболист, защитник клуба «Урарту» и сборной Руанды.

## Карьера

### Клубная
Саломон начал выступать на профессиональном уровне в футбольном клубе «Исонга» из Кигали (молодёжная сборная страны). В 2012 году он перешёл в бельгийский «Антверпен». Дебютный матч во втором футбольном дивизионе Бельгии Нирисарике провёл против «Алста». 22 февраля 2013 года защитник отметился первым забитым мячом в своей европейской карьере.
В сезоне 2012/13 Нирисарике провёл 26 матчей и забил 1 мяч, в следующем — 18 игр, в которых дважды отличился.
Летом 2014 года защитник перешёл в другой клуб Второго дивизиона, «Сент-Трюйден». Первый матч в новом клубе Саломон провёл 2 сентября 2014, выйдя на замену в конце матча с «Ауд-Хеверле Лёвен».

### В сборной
За сборную Руанды выступает с 2012 года. Первый матч провёл 23 мая 2012 года против сборной Ливии.